# ROMU
ROMU (romu с фин. — «лом, хлам, утиль»), также упоминающийся как Bugbear Game Engine — игровой движок, разработанный финской компанией Bugbear Entertainment и применяющийся в собственных играх гоночной направленности.

## Технические характеристики
Впервые ROMU Engine был применён в автосимуляторе Rally Trophy 2001 года. Спустя два года, в 2003 году, на основе движка вышла новая игра компании — Tough Trucks: Modified Monsters, посвященная гонкам на грузовиках.
В 2004 году состоялся выход новой игры Bugbear Entertainment — FlatOut. В обновленной версии движка, которая в ней использовалась, было сделано несколько весомых улучшений. Например, был интегрирован физический движок Havok, позволивший сделать зрелищные столкновения одной из главных особенностей игры, а также появились шейдерные эффекты (с помощью которых, например, реализована «отрисовка» воды). Кроме этого, с игрой FlatOut движок стал кроссплатформенным — была добавлена совместимость с игровыми консолями PlayStation 2 и Xbox.
Версия движка, которая использовалась в игре FlatOut 2 2006 года, подверглась существенным доработкам — было усложнено освещение и текстурирование автомобилей. Для визуализации автомобилей используется до пяти проходов рендеринга, что позволяет эмулировать попиксельное освещение и подповерхностное рассеивание (англ. subsurface scattering). Встроено несколько эффектов пост-обработки, таких, как motion blur и bloom.
Для последней игры на основе движка ROMU (примечательно, что до анонса этой игры название ROMU было не объявлено общественности, в связи с чем некоторые источники называли его Bugbear Game Engine) — Wreckfest — движок был в очередной раз доработан и улучшен; выход игры на PC состоялся в 2018 году (до этого она несколько лет находилась в «раннем доступе»).

## Игры, использующие ROMU
- 2001 — Rally Trophy (PC)
- 2003 — Tough Trucks (PC)
- 2004 — FlatOut (PC, Xbox, PlayStation 2)
- 2006 — FlatOut 2 (PC, Xbox, PlayStation 2)
- 2007 — FlatOut: Ultimate Carnage (PC, Xbox 360)
- 2008 — FlatOut: Head On (PlayStation Portable)
- 2012 — Ridge Racer Unbounded (PC, Xbox 360, PlayStation 3)
- 2018 — Wreckfest (PC, Xbox One, PlayStation 4)
- 2025 —  Wreckfest 2[англ.] (PC, Xbox Series X/S, PlayStation 5)